# Władimir Cybrow
Władimir Matwiejewicz Cybrow, ros. Владимир Матвеевич Цыбров (ur. 23 lutego 1939, zm. 9 marca 1983) – radziecki żużlowiec, specjalizujący się w wyścigach na lodzie.
Pięciokrotny medalista indywidualnych mistrzostw świata: trzykrotnie srebrny (1968, 1974, 1975) oraz dwukrotnie brązowy (1967, 1969).
Czterokrotny medalista indywidualnych mistrzostw Związku Radzieckiego: dwukrotnie złoty (1968, 1971) oraz dwukrotnie srebrny (1969, 1974). Czterokrotny medalista indywidualnych mistrzostw Rosji: dwukrotnie złoty (1969, 1970) oraz dwukrotnie srebrny (1974, 1975).